# Avatar: The Last Airbender (2024)
Avatar: The Last Airbender is een Amerikaanse liveaction serie van streamingdienst Netflix. De serie ging op 22 februari 2024 in première en is gebaseerd op de oorspronkelijke animatieserie Avatar: De Legende van Aang.

## Verhaal
De serie volgt de jonge Aang die erachter komt dat hij de nieuwe Avatar is die de wereld moet redden. Hij moet alle vier de elementen - water, aarde, vuur en lucht - leren beheersen om een einde te kunnen maken aan de oorlog die gevoerd wordt door de Vuurnatie onder leiding van Vuurheer Ozai.

## Rolverdeling
Dit overzicht is mogelijk incompleet; u kunt helpen door het uit te breiden.
| acteur              | personage     | Nederlandse stem  |
| ------------------- | ------------- | ----------------- |
| Gordon Cormier      | Avatar Aang   | Aïden Joshua Maij |
| Kiawentiio          | Katara        | Robin de Haas     |
| Ian Ousley          | Sokka         | Eliyha Altena     |
| Dallas Liu          | Prins Zuko    | Keanu Visscher    |
| Paul Sun-Hyung Lee  | Iroh          | Franky Rampen     |
| Yvonne Chapman      | Avatar Kyoshi |                   |
| C.S. Lee            | Avatar Roku   |                   |
| Meegwun Fairbrother | Avatar Kuruk  |                   |
| Lim Kay Siu         | Gyatso        |                   |
| Utkarsh Ambudkar    | Koning Bumi   |                   |
| Elizabeth Yu        | Azula         |                   |
| Momona Tamada       | Ty Lee        |                   |
| Thalia Tran         | Mai           |                   |
| Arden Cho           | June          |                   |
| Amber Midthunder    | Prinses Yue   |                   |
| Maria Zhang         | Suki          |                   |
| Daniel Dae Kim      | Vuurheer Ozai |                   |
| Ken Leung           | Zhao          | Sander de Heer    |

## Afleveringen
| Nr. | Titel                                | Regisseur      | Schrijver                                               | Releasedatum     |
| 1 | "Aang"                               | Michael Goi    | Albert Kim, Michael Dante DiMartino & Bryan Konietzko   | 22 februari 2024 |
| --- | ------------------------------------ | -------------- | ------------------------------------------------------- | ---------------- |
| Een Luchtmeester (Airbender) komt tot besef van zijn nieuwe realiteit wanneer er oorlog uitbreekt. Een eeuw later doen broer en zus, Katara en Sokka van de Waterstam een ontdekking die alles verandert. |                                      |                |                                                         |                  |
| 2 | "Warriors" ("Strijders")             | Michael Goi    | Joshua Hale Fialkov                                     | 22 februari 2024 |
| Aang, Katara en Sokka komen aan op een klein eiland, waar elitekrijgers wonen die vernoemd zijn naar de vroegere Avatar Kyoshi. De Vuurnatie krijgt lucht van de verblijfplaats van de huidige Avatar.    |                                      |                |                                                         |                  |
| 3 | "Omashu"                             | Jabbar Raisani | Christine Boylan                                        | 22 februari 2024 |
| Een verrader creëert spanningen tussen de drie vrienden in de stad Omashu, waar een ingenieur en rebellen met een ravissante leider hun plannen in de war sturen om het Aardrijk te beschermen.           |                                      |                |                                                         |                  |
| 4 | "Into the Dark" ("De duisternis in") | Jabbar Raisani | Keely MacDonald                                         | 22 februari 2024 |
| De gevangene Aang ontmoet een koning met een voorliefde voor spelletjes. Om hun vriend te vinden, moeten de Katara en Sokka hun meningsverschillen opzij zetten en samen door een donkere tunnel reizen.  |                                      |                |                                                         |                  |
| 5 | "Spirited Away" ("Weggetoverd")      | Roseanne Liang | Gabriel Llanas                                          | 22 februari 2024 |
| Wanneer de groep in de geestenwereld belandt voor een reddingsmissie, worden ze geconfronteerd met levensgevaarlijke dreigingen, pijnlijke herinneringen en een mysterieuze entiteit.                     |                                      |                |                                                         |                  |
| 6 | "Masks" ("Maskers")                  | Roseanne Liang | Ubah Mohamed, Bryan Konietzko & Michael Dante DiMartino | 22 februari 2024 |
| Een wanhopige Aang zoekt op zijn reis hulp bij Avatar Roku wanneer de Vuurnatie hem op de hielen zit. In hun fort helpt een gemaskerde indringer Aang ontsnappen.                                         |                                      |                |                                                         |                  |
| 7 | "The North" ("Het Noorden")          | Jet Wilkinson  | Audrey Wong Kennedy                                     | 22 februari 2024 |
| Terwijl een aanval op de Noordelijke Waterstam dreigt, daagt Katara een Watermeester uit, ontmoet Sokka een prinses en luistert Aang aandachtig naar Kuruks wijze woorden.                                |                                      |                |                                                         |                  |
| 8 | "Legends" ("Legendes")               | Jet Wilkinson  | Albert Kim                                              | 22 februari 2024 |
| Zhao leidt de Vuurnatie naar het Noorden met een gewaagd plan om de Waterstam te verzwakken. Wanneer de strijd een duistere wending neemt, komen bovennatuurlijke krachten in Aang naar boven.            |                                      |                |                                                         |                  |

## Productie
Streamingsdienst Netflix kondigde in 2018 de live-action remake van de serie aan. In 2019 startte de opnames. Nadat in 2020 de makers Michael Dante DiMartino en Bryan Konietzko van de eerdere gelijknamige animatieserie vertrokken bij Netflix werd de verfilming uitgesteld. In juni 2023 op het jaarlijkse evenement van Netflix werd de serie, teaser en de cast officieel aangekondigd.
De serie werd verfilmd in de The Volume studio in het Canadese Vancouver. The Volume studio is de grootste led-studio ter wereld. Het budget zou rond de 15 miljoen euro per aflevering zijn, wat neerkomt op het totaal van 110 miljoen euro voor het eerste seizoen.
Op 22 februari 2024 ging de serie in première op de streamingdienst. De serie stond bovenaan de wekelijkse wereldwijde Netflix-hitlijst van de week 19 t/m 25 februari en werd in zijn eerste week voor 154,4 miljoen uur bekeken door 21,2 miljoen kijkers.
Op 6 maart 2024, een kleine twee weken nadat de serie werd uitgebracht, werd aangekondigd dat de serie verlengd zou worden met twee nieuwe seizoenen.

## Trivia
- Acteur Daniel Dae Kim die de rol van Vuurheer Ozai vertolkt verzorgde in de oorspronkelijke serie de stem van General Fong, daarnaast was hij ook te horen in de daarop volgende serie De Legende van Korra als het personage Hiroshi Sato.[11]
- Schaatsster Jutta Leerdam en tennisster Serena Williams werden gestrikt voor een promotiefilmpje voor de serie.[12][13]